# Aye (België)
Aye is een dorp in de Belgische provincie Luxemburg en een deelgemeente van de stad Marche-en-Famenne, het was een zelfstandige gemeente tot aan de gemeentelijke herindeling van 1977.

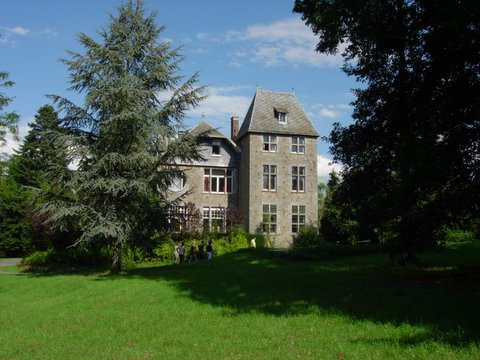
Het kasteel Borchamps te Aye

## Zendstation
In Aye bevindt zich op 50°12'16"N 5°17'22"E een relaisstation van de RTBF, dat oorspronkelijk werd gebruikt voor uitzendingen op 1305 kHz met een vermogen van 10 kW.

## Demografische ontwikkeling
- Bron: NIS; Opm:1806 t/m 1970=volkstellingen; 1976=inwoneraantal op 31 december

Deelgemeenten: Aye · Hargimont · Humain · Marche-en-Famenne · On · Roy · Waha

Overige dorpen: Champlon-Famenne · Grimbiémont · Hollogne · Jemeppe · Lignières · Marloie · Verdenne 

Belgische gemeenten · Arrondissement Marche-en-Famenne · Luxemburg · Wallonië